# Seis de Jena
Los seis de Jena (en inglés Jena Six) se refiere a un grupo de seis adolescentes afroamericanos estadounidenses quienes fueron acusados del ataque de Justin Barker, un joven blanco en la escuela secundaria Jena High School en Jena (Luisiana) en los Estados Unidos el 4 de diciembre de 2006. La agresión siguió a un número de incidentes en la ciudad, de los cuales el último reportado fue cuando tres estudiantes blancos colgaron lazos con nudos desde un árbol en la Escuela Secundaria de Jena, después de que un estudiante negro pidiera permiso a un inspector escolar para sentarse bajo el árbol.
Los seis presuntos implicados en el ataque a Barker son: Robert Bailey (17 años), Mychal Bell (16 años), Carwin Jones (18 años), Bryant Purvis (17 años), Jesse Ray Beard (14 años) y Theo Shaw (17 años).

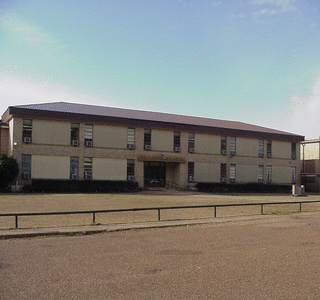
Jena High School

Los seis de Jena impulsaron marchas en varios lugares en el país, por creer que los arrestos y los siguientes cargos fueron discriminatorios y excesivos, quejándose de la falta de arrestos y cargos serios cuando adolescentes blancos se vieron involucrados en incidentes similares en el pasado en el pueblo. El fiscal de distrito Donald Washington declaró que «no hay ninguna evidencia de investigación injusta».
Mychal Bell, el único de los seis que fue enjuiciado, ha visto una de sus condenas invalidadas por un juez, y otra por la corte de apelación de Luisiana. Las dos condenas fueron invalidadas porque se decidió que Bell debió haber sido enjuiciado como menor de edad y no como un adulto, ya que tenía dieciséis años cuando ocurrió el crimen. Bell fue encarcelado por casi diez meses antes de ser liberado el 27 de septiembre de 2007. Tras la liberación, el fiscal del distrito indicó que no tenía planes para seguir apelando, alegando que en su lugar Bell sería enjuiciado de nuevo como un menor de edad.